# Mark Henry
Mark Jerrold Henry (Silsbee (Texas), 12 juni 1971) is een Amerikaans gewichtheffer en voormalig professioneel worstelaar die sinds mei 2021 uitkomt voor All Elite Wrestling (AEW).
Toen hij in 1996 lid werd van de World Wrestling Federation (nu WWE), bekwam hij eenvoudig WWE European Champion en tweevoudig wereldkampioen, nadat hij in 2008 het ECW Champion en WWE's World Heavyweight Championship in 2011 had gehouden. Door eerst het ECW Championship te winnen, werd Henry pas de vierde Afro-Amerikaanse wereldkampioen in de geschiedenis van WWE (na The Rock, Booker T en Bobby Lashley).

## Powerlifting- en gewichthefcarrière
Tijdens zijn tijd op de hogeschool, was Henry drie keer een staatskampioen met staatsrecords in de squat met 377 kg, bankdrukken met 238 kg en deadlift met 370 kg (985 kg totaalgewicht). Tijdens de hogeschool-powerliftingkampioenschappen in Texas, spotte Terry Todd, een voormalig gewichtheffer, Henry en overtuigde hem om met hem naar Austin (Texas) te gaan nadat hij afstudeerde om gewichtheffen te gaan trainen. Na een training van acht maanden in gewichtheffen, verbrak Henry vier nationale juniorrecords. In Henry's eerste competitiejaar, verbrak hij 12 Amerikaanse records. Henry werd de "World's Strongest Man" genoemd (hoewel hij de echte titel nooit heeft behaald) nadat hij zich kwalificeerde voor de Olympische Zomerspelen van 1992, waar hij als tiende eindigde in de 'super zwaargewichtsklasse'. Op de Pan-Amerikaanse Spelen van 1995 won Henry een gouden, zilveren en een bronzen medaille. Een jaar later werd Henry kampioen in Noord-Amerika, Centraal-Amerika en op de Caraïbische eilanden.
Henry won de allereerste Arnold Strongman Classic, in 2002, een krachtsportwedstrijd waar Arnold Schwarzenegger vrijwel altijd bij aanwezig is, omdat het door hem is opgezet en zijn naam draagt. Schwarzenegger is vaak aanwezig om de deelnemers (uit de hele wereld) aan te moedigen en de winnaars te feliciteren en te onderscheiden.

## Professioneel worstelcarrière
Tijdens de Monday Night Raw-aflevering van 11 maart 1996, maakte Henry zijn eerste verschijning op World Wrestling Federation (WWF) waar hij Jerry Lawler een slag gaf. Nadat Henry deelnam aan de Olympische Zomerspelen van 1996, ondertekende hij een 10-jarig contract met de WWF. Op In Your House: Mind Games van 22 september 1996, versloeg Henry Lawler in zijn eerste televisie-worstelmatch. Een dag na SummerSlam 1999, kreeg Henry van Jeff Jarrett het WWF European Championship, zijn eerste WWF-titel, door hem te helpen tijdens de match op SummerSlam. Op Unforgiven van 26 september 1999 verloor Henry zijn titel aan D'Lo Brown.
In 2000 was Henry naar de Ohio Valley Wrestling (OVW) gestuurd om zijn conditie en worstelvaardigheden te verbeteren. In het midden van 2001 ging Henry tijdelijk weg van de WWF om zich te concentreren op het gewichtheffen. Een jaar later keerde Henry terug naar de WWF en ging voor SmackDown worstelen. Hij testte daar sporadisch zijn krachten en liep later een blessure op. Henry was naar de OVW verzonden om mee te trainen.
In augustus 2003 keerde hij terug op de WWE-televisie als lid van de Raw-rooster. In 2004 en 2005 ging Henry regelmatig naar de OVW en had tussendoor een operatie ondergaan aan zijn vierhoofdige dijbeenspier. Tijdens de SmackDown-aflevering van 30 december 2005 maakte Henry zijn WWE-televisie terugkeer. In 2006 brak Henry zijn knieschijf volledig.
Na een korte pauze in 2007, keerde Henry terug in de ECW-aflevering van 23 oktober 2007 waar hij samen met The Great Khali en Big Daddy V Kane aanviel. Als deel van de Supplemental Draft 2008 was Henry naar de ECW gestuurd. Op Night of Champions, versloeg Henry in zijn debuutmatch als een ECW-superster Kane en Big Show in een Triple Threat match om het ECW Championship te bemachtigen. Bij het evenement Unforgiven, verloor Henry zijn ECW Championship aan Matt Hardy.
In 2010 werd aangekondigd dat Henry de mentor was van Lucky Cannon, die deelnam aan het tweede seizoen van WWE NXT.
Op 25 april 2011 werd Henry door de WWE Draft naar SmackDown gestuurd waar later een vete ontstond met Sheamus. In augustus 2011 ontstond er een vete met tussen Henry en Randy Orton en zijn WWE World Heavyweight Championship. Bij het evnement Night of Champions, won Henry het World Heavyweight Championship door kampioen Orton te verslaan. Op 18 december 2011, bij het evenement TLC: Tables, Ladders & Chairs moest Henry zijn titel afstaan aan Big Show.
In het voorjaar 2012 onderging hij een noodzakelijke liesoperatie om verder te kunnen worstelen in zijn carrière.
Verder in zijn carrière bleef Henry voort worstelen maar kreeg vaak te maken met blessures en als gevolg operaties. In 2018 werd hij opgenomen in de WWE Hall of Fame. Nu worstelt Henry nog maar zelden.

### All Elite Wrestling (2021–heden)
Henry maakte zijn debuut voor All Elite Wrestling (AEW) bij evenement Double or Nothing op 30 mei 2021. Er werd aangekondigd dat hij deel gaat uitmaken als commentator voor de nieuwe show AEW Rampage en als coach.

## In het worstelen
- Afwerking bewegingen
  - Bearhug
  - Overhead gutwrench backbreaker rack
  - Running splash
  - World's Strongest Slam (High–angle falling powerslam pin)
- Kenmerkende bewegingen
  - Corner slingshot splash
  - Leapfrog body guillotine
  - Running full body
  - Running powerslam
- Managers
  - Kenny Bolin
  - Jim Cornette
  - Mae Young
  - Ivory
  - Jacqueline
  - Theodore Long
  - Terri Runnels
  - Daivari
  - Melina
  - Matt Striker
  - Tony Atlas
- Bijnamen
  - "The World's Strongest Man"
  - "Sexual Chocolate"
  - "The King of the Jungle"
  - "The Silverback"

## Prestaties

### Powerlifting
Mark Henry's beste lifts: Squat 430 kg (oud wereldrecord), Bench Press 240 kg & Deadlift 410 kg.

### Gewichtheffen
- Olympische Spelen
  - Olympische Spelen team lid (1992, 1996)
- Pan-Amerikaanse Spelen
  - Pan American Games Zilver Medaille (1995)
  - Senior American recordhouder in Snatch, Clean and jerk, and Total (1993-1997)
  - Senior National Championship (1993, 1994, 1996)

### Professioneel worstelen
- Cauliflower Alley Club
  - Iron Mike Mazurki Award (2019)
- George Tragos/Lou Thesz Professional Wrestling Hall of Fame
  - Frank Gotch Award (2021)
- Pro Wrestling Illustrated
  - PWI Most Improved Wrestler of the Year (2011)
- World Wrestling Federation/Entertainment/WWE
  - World Heavyweight Championship (1 keer)
  - WWF European Championship (1 keer)
  - ECW Championship (1 keer)
  - WWE Hall of Fame (2018)
  - Slammy Award
    - "Holy !@#$ Move of the Year" (2011) – met Big Show
    - Feat of Strength of the Year (2013) Twee vrachtwagens trekken met zijn blote handen
    - Match of the Year (2014) – Team Cena vs. Team Authority bij het evenement Survivor Series